# Mark Rein·Hagen

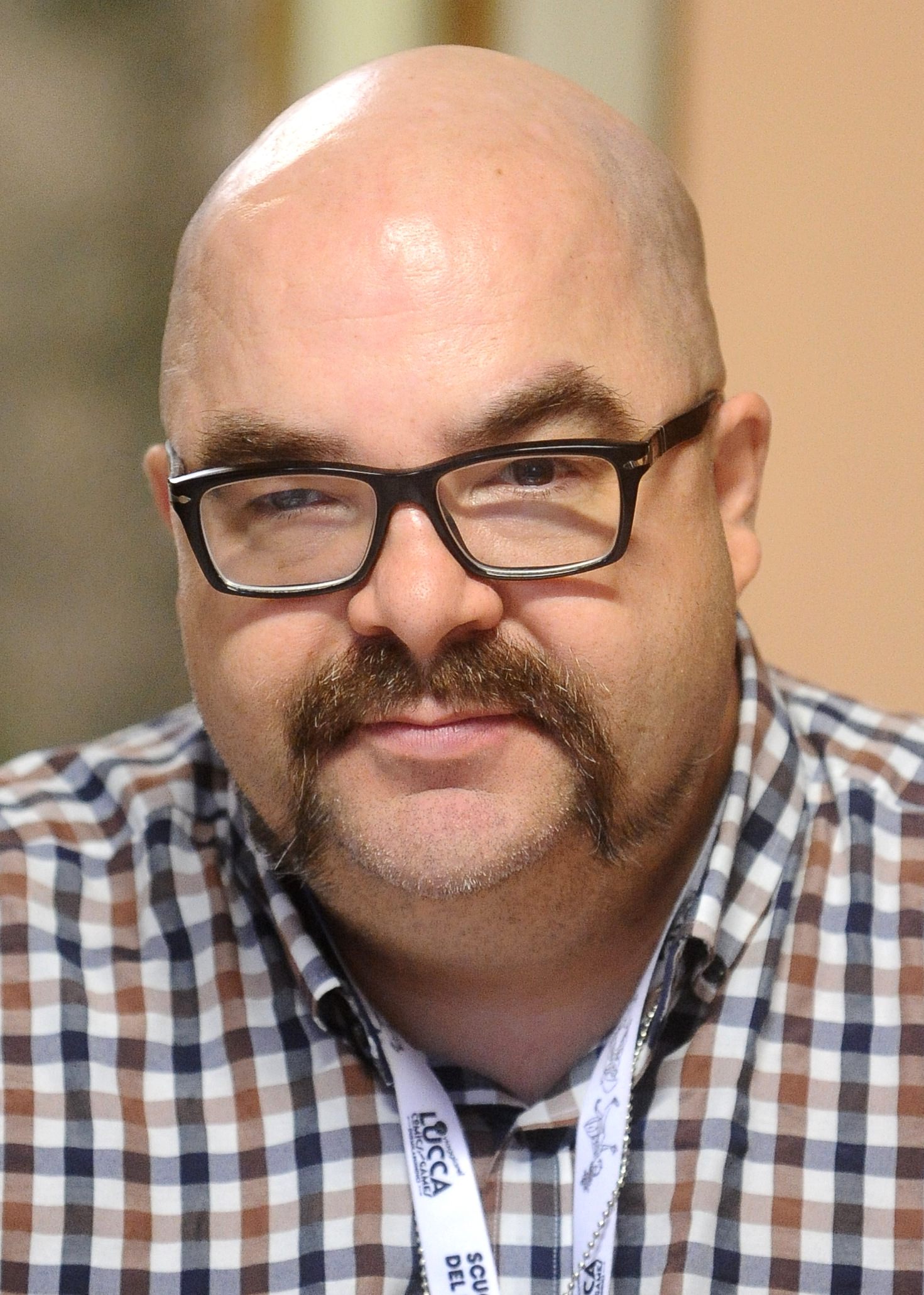
Mark Rein·Hagen a Lucca Comics and Games 2015

Mark Rein·Hagen (chiamato anche Mark Rein-Hagen) (30 agosto 1964) è un autore di giochi statunitense. Noto soprattutto come creatore del gioco di ruolo Vampiri: la masquerade e degli altri giochi associati al Mondo di Tenebra, è anche uno dei due progettisti dell'innovativo Ars Magica, insieme a Jonathan Tweet.

## Biografia
Nel 1987 mentre era studente al St. Olaf's College di Northfield, Minnesota fondò insieme a Jonathan Tweet la Lion Rampant, battezzandola dal nome del simbolo araldico del loro college.
Nell'estate del 1987 Rein·Hagen e Tweet svilupparono il gioco di ruolo Ars Magica, il primo dei due fornendo le idee creative alla base dell'ambientazione, mentre il secondo le codificava in regole. Ars Magica fu un regolamento innovativo sotto molti punti di vista, in particolare per una gestione estremamente flessibile della magia e la proposta del gioco di ruolo stile troupe
Nel 1990 la Lion Rampart, che a causa di problemi economici non aveva i fondi per stampare nuovi manuali, si fuse con la White Wolf Magazine di Stewart Wieck, che al contrario aveva una buona liquidità di cassa da investire. Inizialmente l'intenzione di Rein·Hagen era di produrre un regolamento che dedicato i cavalieri medievali, che avrebbe dovuto intitolarsi Shining Armor, ma in seguito al successo di Pendragon, decise di cambiare argomento ed espandere piuttosto Ars Magica nel mondo moderno.
(Mark Rein·Hagen citato in #11: White Wolf, Part One: 1986-1995 di Shannon Appelcline)
Rein·Hagen concretizzò l'idea di quello che sarebbe diventato Vampiri: la masquerade (Vampire: The Masquerade) per il nuovo gioco mentre si dirigeva alla convention Gen Con 1990 con Stewart Wieck e Lisa Stevens lavorando sopra l'anno seguente. In mancanza di Tweet le meccaniche per il gioco furono affidate a Tom Dowd, co-progettista di Shadowrun, che riutilizzò diverse meccaniche già sviluppate per questo gioco.
Nel 1996 è stato coproduttore della serie Kindred: The Embraced, una serie televisiva basata su Vampiri: la masquerade, prodotto da Aaron Spelling e trasmesso sulla Fox TV. Il programma venne comunque cancellato in seguito alla morte del protagonista Mark Frankel.
Alla fine del 1996 in seguito a disaccordi con i Wieck, Rein·Hagen decise di andarsene, portando con sé i diritti del gioco di fantascienza Exile all'epoca in sviluppo. Fu distribuita una bozza di regolamento per playtest, ma il gioco non venne mai pubblicato..
Rein·Hagen fondò una nuova casa editrice, la Atomon Games e nel 2001 pubblicò un gioco di miniature collezionabili, chiamato Z-G che utilizzava come background elementi di Exile e aveva la particolarità che la posa della miniatura aveva effetti sul gioco. Sfortunatamente il gioco non ebbe successo e l'insuccesso fece fallire la compagnia.
Nel 2008 si trovava in Tbilisi, Georgia con sua moglie e il figlio durante la seconda guerra in Ossezia del Sud, venne evacuato con altri cittadini statunitensi abitanti in Georgia e aprì il sito ora chiuso sosgeorgia.org per comunicare notizie su quanto stava accadendo.

## Riconoscimenti
Diversi suoi lavori sono stati premiati:
- Ars Magica ha ricevuto Origins Gamer's Choice Awards come Best Fantasy Role-Playing Game nel 1988[6]
- Vampire: the Masquerade ha ricevuto l'Origins Award come Best Role-Playing Rule nel 1991 ed è stato inserito nella Adventure Hall of Fame nell'Origin Award nel 2007.[7]

## Opere
Un elenco parziale dei suoi lavori:
- con Jonathan Tweet (1987). Ars Magica. Lion Rampart. Revisione dell'edizione nel 1989
- (1988). The Bats of Mercille. Lion Rampart. Avventura introduttiva distribuita alla Gen Con 1988 e 1989, in due versioni leggermente differenti.
- con Erik Dahl, Jonathan Tweet (1988). The Broken Covenant of Calebais. Lion Rampant. Modulo di avventura, revisione dell'edizione nel 1990.
- (1989). The Stormrider. Lion Rampant. Modulo di avventura introduttivo al regolamento di Ars Magica.
- (1990). Covenant. Lion Rampart. Manuale per la creazione di covenant (associazioni di maghi).
- con Jonathan Tweet (1992). Ars Magica 3ª edizione. White Wolf Publishing. ISBN 1-56504-021-X.
- con Paul Murphy, Peter Schweighofer, Bill Smith, Eric S. Trautmann, Stewart Wieck (1990). Galaxy Guide 6: Tramp Freighters. West End Games. ISBN 0-87431-146-2. Ambientazione per il gioco di ruolo Star Wars.
- (1990). Storypaths Deck I: The Path of Horror. White Wolf Publishing. ISBN 0-9627790-1-6. Accessorio generico per il gioco di ruolo, carte da distribuire ai giocatori e che permettono loro di influenzare la storia.
- (1990). Storypaths Deck II: The Path of Intrigue. White Wolf Publishing. ISBN 0-9627790-2-4. Accessorio generico per il gioco di ruolo, carte da distribuire ai giocatori e che permettono loro di influenzare la storia.
- (1991). Vampire: The Masquerade. White Wolf Publishing. ISBN 0-9627790-6-7.
- (1991). The Vampire Player Guide. White Wolf Publishing. ISBN 1-56504-053-8
- (1992). Vampire Storyteller's Handbook. White Wolf Publishing. ISBN 1-56504-024-4.
- con Steve Crow, Andrew Greenberg (1992). Chicago By Night. White Wolf Publishing. ISBN 1-56504-000-7.
- con Matthew McFarland, Deena McKinney, Julian Mensch (2003). Book of Auspices. ISBN 1-58846-315-X. Supplemento per Werewolf: The Apocalypse.
- (1994). Wraith: The Oblivion. ISBN 1-56504-133-X. Gioco di ruolo in cui giocatori interpretano fantasmi.